# Prima Rock
 Prima Rock es una película documental de Argentina filmada en Eastmancolor dirigida por Osvaldo Andéchaga sobre su propio guion escrito en colaboración con Mauricio Belek que se estrenó el 2 de diciembre de 1982 y que tuvo como actores principales a Spinetta Jade, Grupo Virus, Punch, Pedro y Pablo, Nito Mestre, Litto Nebbia, Jorge Cumbo y Bernardo Baraj.

## Sinopsis
Documental parcial del festival Prima Rock, que se llevó a cabo en Ezeiza el 20 y 21 de septiembre de 1981.

## Reparto
Entrevistas
- María Rosa Abeijon
- Ricardo Toledo

Intérpretes
- Nito Mestre
- Litto Nebbia
- Jorge Cumbo
- Bernardo Baraj
- Juan Barrueco
- Spinetta Jade
  - Luis Alberto Spinetta
  - Pomo
  - Diego Rapoport
  - Frank Ojstersek
  - Juan Del Barrio
- Punch / Pedro y Pablo
  - Miguel Cantilo
  - Enrique Gornatti
  - Fernando Huici
  - Isa Portugheis
  - Morci Requena
  - Jorge Durietz
- Grupo Virus
- Grupo Dulces 16
  - Gabriel "Conejo" Jolivet
  - Marcelo Pucci
  - Néstor Vetere
  - Gustavo Pérez

## Comentarios
Jorge Abel Martín en Tiempo Argentino escribió:

«El film soslaya aspectos que podrían haber sido atractivos para un espectro mucho más amplio de espectadores.»

La Prensa escribió:

«Puede verse con agrado, aunque la hora y media de duración no escapa a la morosidad.»

La Razón opinó:

«Documental que ofrece notables valores artísticos… encuadre perfecto de las escenas musicales.»

Manrupe y Portela escriben:

«Sin más pretensiones que ser un buen testimonio del resurgimiento del rock nacional en la post-dictadura y pre-democracia.»